# Josephine Baker
Josephine Baker  (născută Freda Josephine McDonald, n. 3 iunie 1906, Saint Louis, Missouri, SUA – d. 12 aprilie 1975, Paris, Franța) a fost o dansatoare, actriță și cântăreață franceză de origine americană.
A participat la cel de-al Doilea Război Mondial de partea aliaților, susținând prin acțiuni de spionaj Rezistența franceză condusă de Charles de Gaulle.
A fost prima americancă decorată cu Croix de guerre.

## Biografie
Josephine Baker, a fost fiica nelegitimă a unui producător evreu de instrumente muzicale, Eddie Carson și o spălătoreasă de culoare, Carrie McDonald. Ea crește în cartierele sărace din St. Louis. În anul următor 1907, mama ei va naște un băiat pe nume Richard, în același timp tatăl ei va părăsi familia. În anul 1911, mama ei se recăsătorește și va naște încă doi copii. La data de 2 iulie 1917, Josephine Baker va face cunoștință cu cruzimile unui pogrom în St. Louis, când au fost uciși mai multe sute de afroamericani. Această experiență a făcut ca ea să devină mai târziu o militantă contra rasismului. La vârsta de 13 ani, mama ei a căsătorit-o cu Willie Wells, care era cu mult mai în vârstă dar căsătoria va eșua la câteva săptămâni. În același timp ea va juca diferite roluri la teatrul Booker Washington Theatre din St. Louis, în 1921 se recăsătorește cu conductorul Willie Baker, pe care-l va părăsi în 1925.
La 16 ani joacă diferite roluri la teatrele din Philadelphia, apoi New York unde va fi angajată la o trupă de vodevil. 
În contextul rasist al societății americane din acea perioadă, este nevoită să părăsească țara și să plece în Europa, urmând ca ulterior să se stabilească în Franța.
Ea va fi descoperită ca talent de poetul german Karl Gustav Vollmoeller, prin intermediul căruia va ajunge să danseze și să cânte, având un succes răsunător pe scenele din Paris și Berlin. În Paris în cercuri intime ea va dansa frecvent complet goală.
De asemenea, este cap de afiș în celebrul "Folies Bergère".

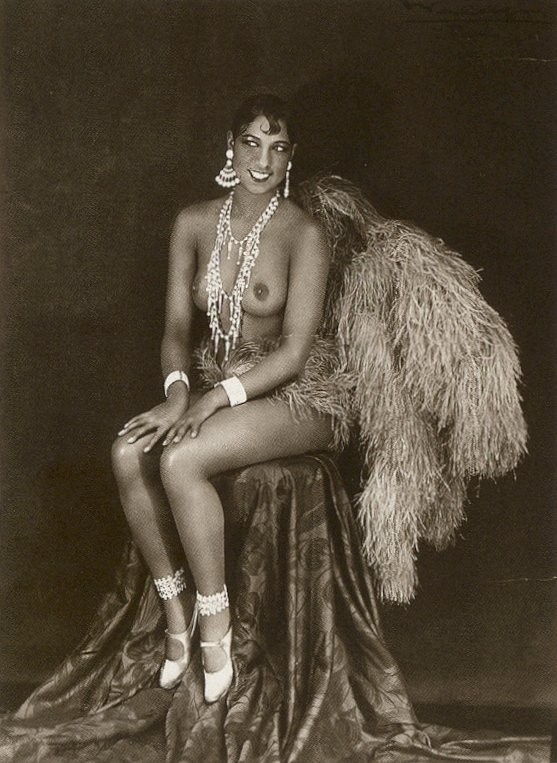
Josephine Baker în 1927

La 3 iunie 1927 se va căsători cu cioplitorul în piatră sicilian, Giuseppe Abatino, care se prezenta în societate drept conte.
În timpul celui de-al Doilea Război Mondial devine activă în Rezistența franceză.
Participă la acțiuni de spionaj adunând informații de la diverși clienți germani, italieni sau japonezi, care intrau în barurile unde ea ținea spectacole.
Mai mult, reușește să se infiltreze în rândurile ocupanților fasciști, fiind invitată la petrecerile ambasadei italiene din Franța.
După război, ia în adopție mai mulți copii orfani de diferite etnii și rase.
În 1975 Joséphine Baker a fost înmormântată la Monaco, lângă soțul ei, fiul Moise și de prințesa Grace de Monaco.

## In memoriam
În urma unei inițiative care a fost susținută printr-o scrisoare semnată de 37.000 de persoane, a fost luată hotărârea ca un cenotaf, umplut cu pământ din Monaco, din Paris, de la castelul Milandes din Dordogne – în care Joséphine Baker a trăit cu familia sa timp de 20 de ani - și din Saint-Louis, orașul ei natal, să fie depus în Panteonul din Paris.
Ceremonia a avut loc la 30 noiembrie 2021,în prezența președintelui Franței, Emmanuel Macron. Odată ajuns în monument, cenotaful a fost coborât în criptă. Sicriul, la fel ca toate celelalte care se află deja aici, poartă numele, data nașterii (1906) și cea a decesului (1975). Joséphine Baker este a 6-a femeie și prima afro-americană care este celebrată în Panthéon.

## Filmografie
- 1927 : La Revue des revues de Joé Francys și Alex Napals
- 1927 : La Sirène des tropiques d'Henri Etiévant  și  Mario Nalpas : Papitou
- 1928 : Le Pompier des Folies Bergère (court métrage - réalisation anonyme)
- 1929 : La Folie du jour de Joé Francys
- 1929 : Die Frauen von Folies Bergères de Joé Francys & Max Obal "version allemande du film précédent"
- 1934 : Zouzou de Marc Allégret : Zouzou
- 1935 : Princesse Tam Tam d'Edmond T. Gréville : Aouïna
- 1940 : Moulin Rouge d'Yves Mirande
- 1940-1945 : Fausse alerte de Jacques de Baroncelli : Zazou Clairon
- 1954 : An Jedem Finger Zehn d'Erik Ode : une chanteuse
- 1955 : Carroussel des variétés - Carosello del varietà d'Aldo Bonaldi  și  Aldo Quinti